# Oreoneta sepe
Espèce
Oreoneta sepe est une espèce d'araignées aranéomorphes de la famille des Linyphiidae.

## Distribution
Cette espèce est endémique du Canada. Elle se rencontre sur l'île de Baffin et les îles Belcher au Nunavut et au Nunavik au Québec,.

## Description
Les femelles mesurent de 3,00 à 3,13 mm.

## Étymologie
Cette espèce est nommée en l'honneur de Seppo Koponen.

## Publication originale
- Saaristo & Marusik, 2004 : Revision of the Holarctic spider genus Oreoneta Kulczyński, 1894 (Arachnida: Aranei: Linyphiidae). Arthropoda Selecta, vol. 12, no 3/4, p. 207-249 (texte intégral).